# 빌룬 공항

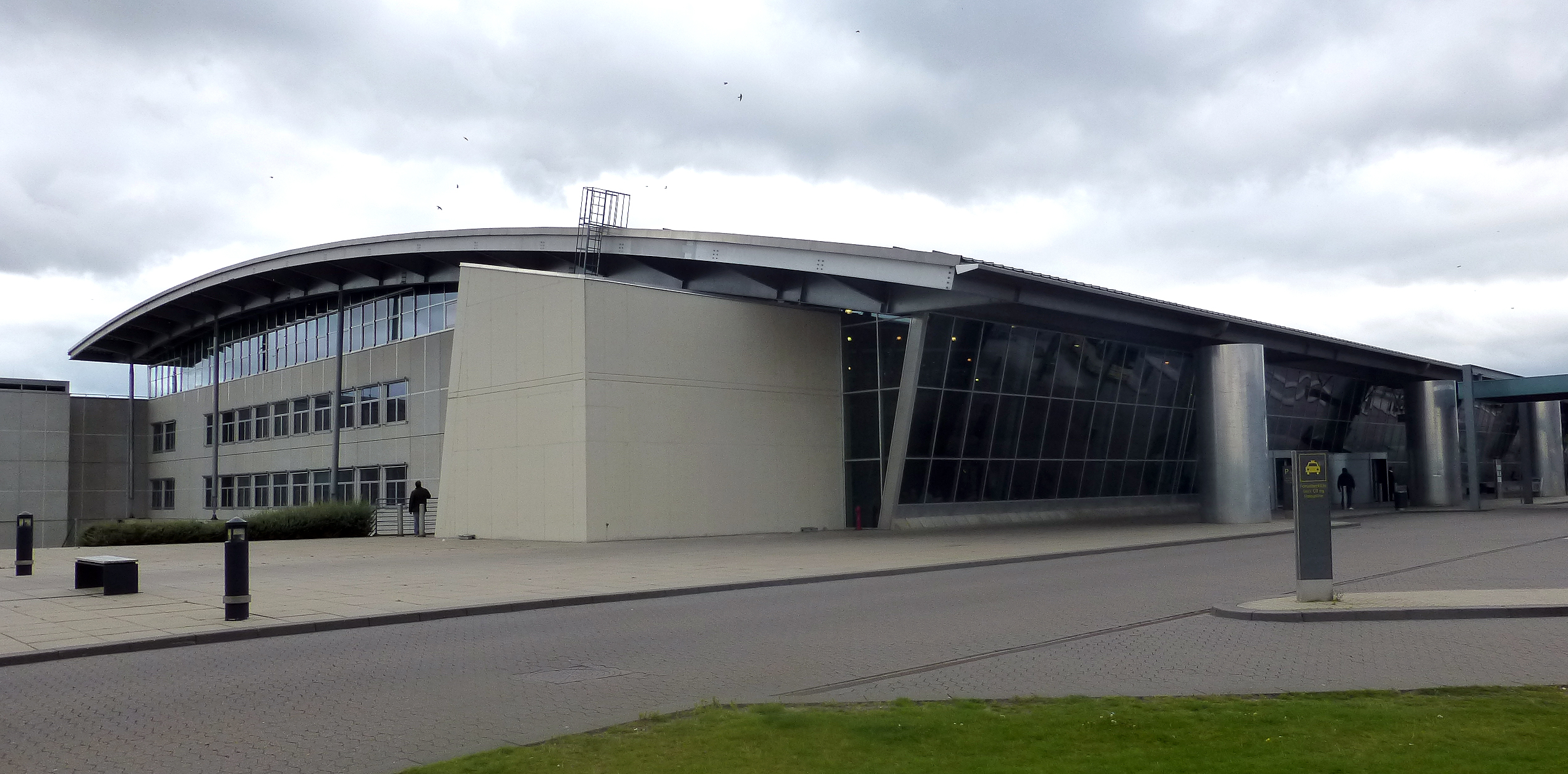

빌룬 공항 또는 빌룬트 공항(Billund Airport, Billund Lufthavn, IATA: BLL, ICAO: EKBI)은 덴마크의 공항이다.
빌룬에서 북동쪽으로 1.9킬로미터 지점에 위치해 있으며 국가에서 가장 분주한 화물 항공사 중심지들 가운데 하나이자 전세 항공사 도착 지점이다. 대부분의 주요 유럽 공항들이 여러 일일 예약 비행을 통해 빌룬과 연결된다. 주변 레고랜드 빌룬 공원은 코펜하겐을 제외하고 덴마크 최대의 관광지이다.

## 역사
빌룬 공항은 1961년 레고 그룹의 창립자의 아들 Godtfred Kirk Christiansen이 800미터 길이 활주로를 설립한 1961년 시작한다.
신공항의 건설은 1964년 중에 이루어졌으며 11월 1일 1660미터 길이, 45미터 폭의 하나의 활주로와 함께 개항하였다.